# Klobenstein
Klobenstein (italsky Collalbo) je italská vesnice, část obce Ritten v provincii Bolzano, v autonomní oblasti Tridentsko-Horní Adiže.
Samotný Klobenstein, který představuje centrum a největší část obce Ritten, se nachází v výšce 1156 m n. m. a žije zde přibližně 1400 obyvatel. Nachází se zde otevřená rychlobruslařská dráha (mj. dějiště mistrovství Evropy 2007 a 2011) a kostel svatého Antonína. V minulosti byla vesnice využívána jako letní sídlo bolzanských šlechticů. V Klobensteinu je konečná stanice úzkorozchodné elektrické dráhy Rittnerbahn (Rittenská dráha), která původně vedla přímo z Bolzana.